# حورية محمد
حورية محمد (8 ديسمبر 1918 - 22 يوليو 1970) ممثلة وراقصة مصرية، عملت في البداية مع الراقصة نعيمة عبده، ثم مع بديعة مصابني، وانتقلت إلى السينما وقدمت عدد من الأفلام، توفيت عن عمر يناهز 52 سنة. كانت قد تزوجت من الفنان عماد حمدي ثم انفصلا.

## قائمة أفلامها
- فيلم «الضحايا» للمخرج إبراهيم لاما عام 1932 (فيلم صامت) عام 1935 (أضيف له الصوت) قامت حورية محمد بالرقص فقط.[5]
- فيلم «بحبح في بغداد» للمخرج حسين فوزي عام 1942 (قامت بدور الجارية بدور - غطاء الحلة).[6]
- فيلم «شارع محمد علي» للمخرج نيازي مصطفى عام 1944 (قامت بدور نعيمة)[7]
- فيلم «حسن وحسن» للمخرج نيازي مصطفى عام 1945 (قامت بدور حورية)[8]
- فيلم «القرش الأبيض» للمخرج إبراهيم عمارة عام 1945 (قامت بدور عنايات هانم – الراقصة)[9]
- فيلم «يوم في العالي» للمخرج حسين فوزي عام 1946 (قامت بدور نوسة)[10]
- فيلم «ورد شاه» للمخرج عبد الفتاح حسن عام 1948[11]
- فيلم «بلبل أفندي» للمخرج حسين فوزي عام 1948 (فقرات رقص مع مجموعة من الراقصات)[12]
- فيلم «فاطمة وماريكا وراشيل» للمخرج حلمي رفلة عام 1949 (قدمت شخصية الراقصة حورية محمد)[13]
- فيلم «أسير العيون» للمخرج إبراهيم حلمي عام 1949 (قامت بدور وجدان)[14]
- فيلم «إديني عقلك» للمخرج أحمد كامل مرسي عام 1952[15]
- فيلم «ورد وشوك» للمخرج كمال صلاح الدين عام 1970[16]

## وصلات خارجية
- حورية محمد على موقع IMDb (الإنجليزية)
- حورية محمد على موقع قاعدة بيانات الأفلام العربية
- حورية محمد على موقع دهليز
- حورية محمد على موقع كاروهات